# Weinbach
Weinbach est une municipalité allemande située dans l'arrondissement de Limbourg-Weilbourg et dans le land de la Hesse.

## Jumelages
La commune de Weinbach est jumelée avec :
- Debrzno (Pologne) depuis le 18 septembre 1992
- Blatno (Tchéquie) depuis le 8 avril 2006